# Francesco Vanni

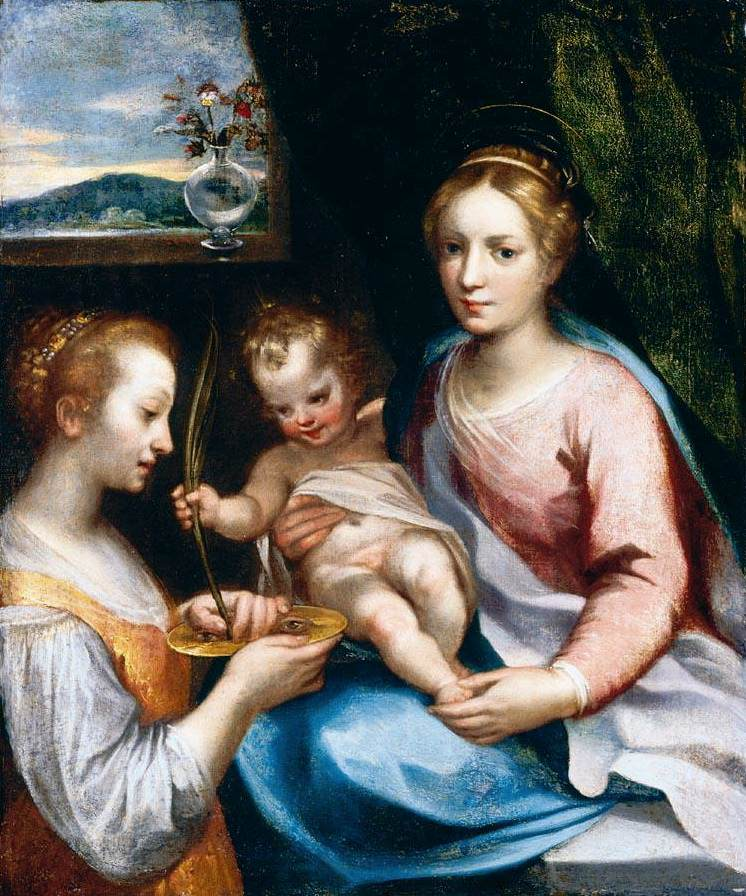
La Mare de Déu i el Nen amb Santa Llúcia de Francesco Vanni

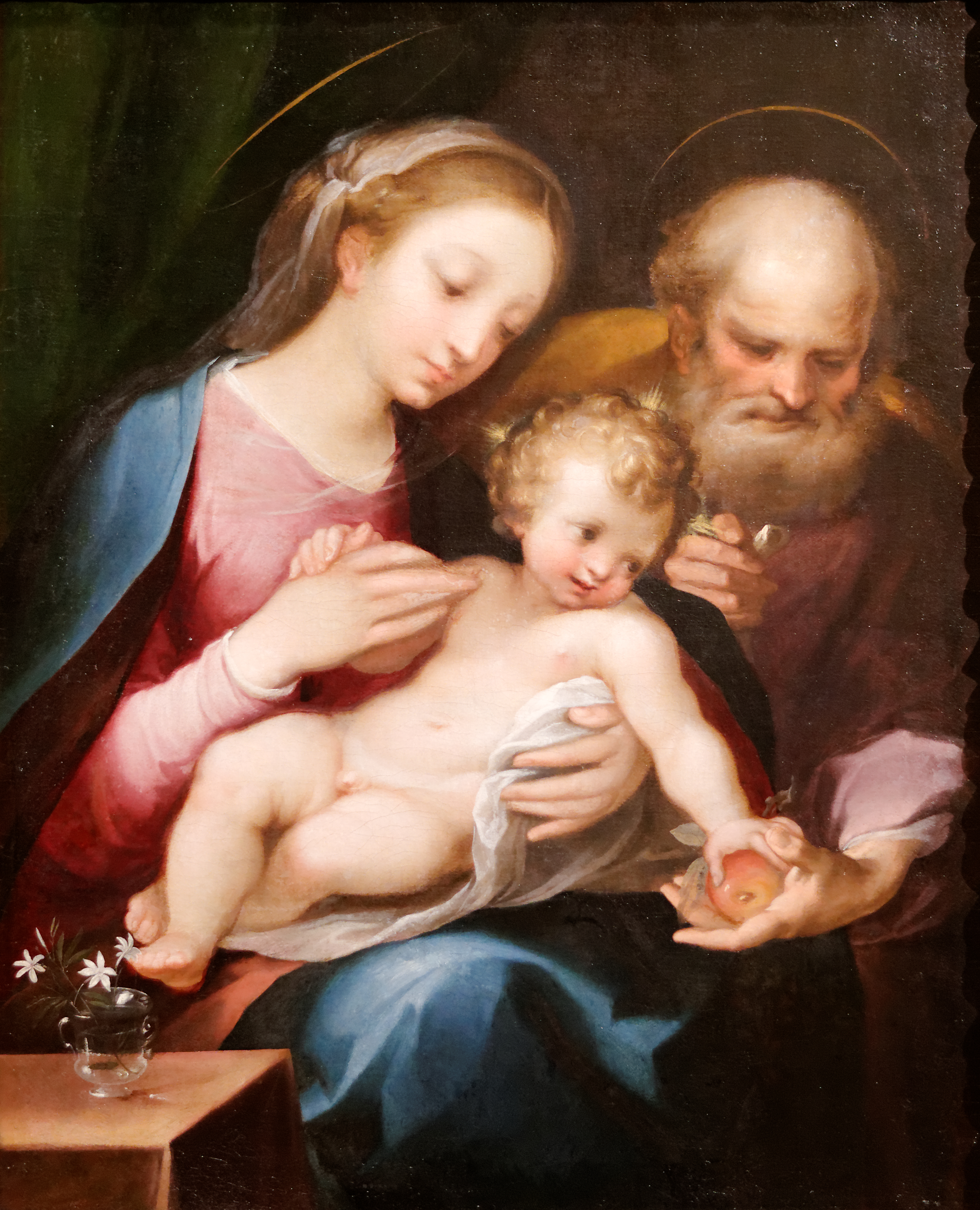
La Sagrada Família de Francesco Vanni

Francesco Vanni (Siena, 1563-1610) fou un pintor i gravador renaixentista italià. Va estudiar amb Salimbeni a Siena, amb Giovanni de Vecchi a Roma i, probablement també, amb Bartolomeo Passerotti a Bolonya.

## Obres destacades
- La Verge amb el Nen i les Santes Cecília i Agnès, oli, 90 x 135 cm, 1576-1615
- Trobada de les Maries i Sant Joan, oli, 25 x 58 cm, 1551-1615
- Medalló amb un bust masculí, sanguina, 197 x 112 mm, 1585-1615
- Aparició d'un sant pelegrí a una monja, aiguada, 170 x 220 mm, 1585-1615[1]